# Fuck the Millennium
"Fuck the Millennium" è una canzone del gruppo tedesco Scooter. È stata pubblicata nel novembre 1999 come secondo singolo dall'album Back to the Heavyweight Jam. 

## Tracce
1. Fuck the Millennium – 3:58
2. Fuck the Millennium (Extended) – 5:15
3. New Year's Day – 6:39

## Contenuto
La canzone campiona "The Passion" dei Technohead. Per l'uscita del singolo, la traccia è stata completamente remixata. La nuova versione della canzone contiene un campionamento della canzone di Jimmy Torres "Wheels".
La frase vocale portante della canzone proviene originariamente dalla canzone dei KLF con lo stesso nome del 1997; "Fuck the Millennium".

## Video musicale
Il video musicale della canzone mostra un concerto degli Scooter e materiale dietro le quinte.